# Triebwerk

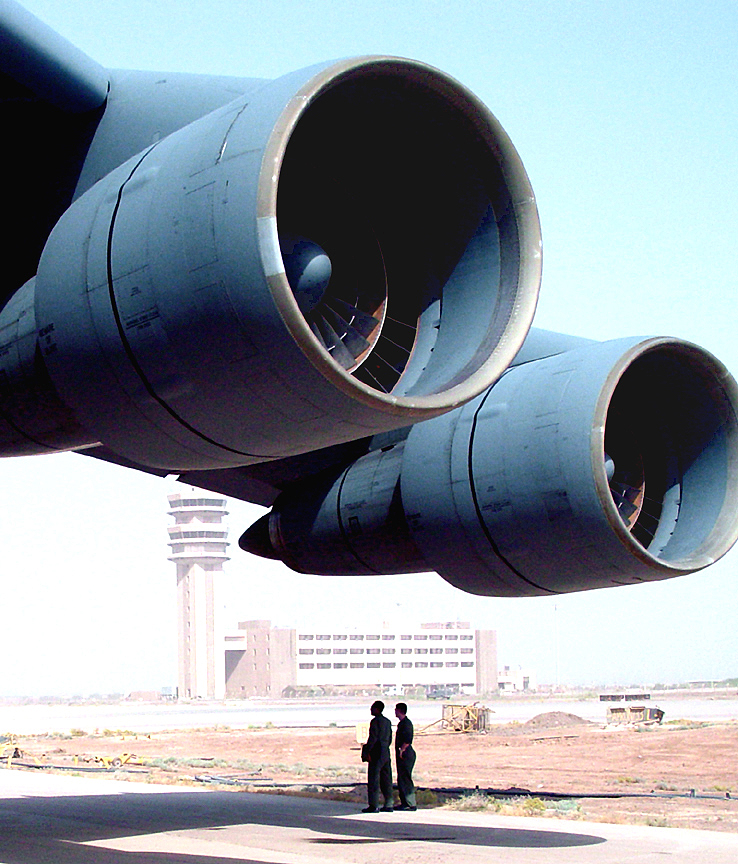
Zwei TF39-Triebwerke am Flügel einer C-5 Galaxy

Ein Triebwerk ist die Gesamtheit der Antriebselemente motorkraftgetriebener Fahrzeuge. 

## Allgemeines
Das Triebwerk umfasst den Motor und (wo vorhanden) weitere für den Antrieb notwendige Komponenten wie Getriebe oder Luftschraube. Abhängig von der genauen Definition können auch Kühlung und Triebwerksverkleidung als zum Triebwerk gehörig verstanden werden.
Im Jargon von Auto-Werbeanzeigen und -Fachzeitschriften wird auch ein Automotor ohne weitere Fahrzeugkomponenten als Triebwerk bezeichnet. Des Weiteren wird im Eisenbahner-Jargon das Fahrwerk einer Dampflok samt Dampfmaschine als „Triebwerk“ bezeichnet. Bei Elektrolokomotiven wird hingegen der Fahrmotor nicht zum Antrieb  (gleichbedeutend mit Triebwerk) gezählt.

## Triebwerk in der Luftfahrt
In der zivilen und militärischen Luftfahrt kommen Triebwerke in Form von Gasturbinen und Kolbenmotoren zur Anwendung. Deren Hauptaufgabe ist die Erzeugung von Vortrieb. Außerdem können essentielle Flugzeugsysteme wie Elektrik, Hydraulik und Pneumatik von der Energie des Triebwerkes versorgt werden. Zur Stromerzeugung werden Generatoren eingesetzt, die über ein Getriebe mit der Antriebseinheit verbunden sind. Zahlreiche Systeme wie unter anderem Beleuchtung, Instrumente, Treibstoffpumpen, elektrische Hydraulikpumpen, Enteisungssysteme, Funkgeräte und Wetterradar werden daraus gespeist.
Hydraulikpumpen können auch direkt vom Triebwerk versorgt werden, ohne von elektrischem Strom abhängig zu sein. Druckluft, die einer Verdichterstufe einer Gasturbine entnommen wird – die sog. Zapfluft –, kann zur Versorgung der pneumatischen Systeme im Flugzeug verwendet werden, wie zum Beispiel der Druckkabine, der Tragflächen- und Triebwerksenteisung sowie der Klimaanlage.

## Beispiele
- Raketentriebwerke, Strahltriebwerke sowie die Kombination von Kolbenmotoren, gegebenenfalls Getriebe und Propeller in der Luftfahrt.
- Motoren, die sich mit dem Getriebe in einem Block befinden (zum Beispiel beim NSU Prinz).
- Der Antriebsblock aus Motor und Getriebe bei Panzerfahrzeugen.
- Die Transmissionsanlagen in Fabriken und Betrieben wurden in ihrer Gesamtheit als Triebwerk bezeichnet. Sie bestehen aus: Antriebsmaschinen (Kolbendampfmaschinen, Dampfturbinen mit Reduktionsgetriebe, Wasserräder, Verbrennungsmotoren, Göpeln oder Elektromotoren), Übertragungselementen (Lederriemen, Seile, Stahlbänder, Transmissionswellen), Schaltelementen (Kupplungen, Riemenschalter) und Zubehör (Fest- und Losscheiben, Wellenlager, Spannrollentriebe, Riemenleiter und Vorgelege).